# Nemška doga
Nemška doga  je pasma psov, ki je znana predvsem po svoji velikosti. Je ena navečjih pasem na svetu in trenutno drži rekord v velikosti. Predstavnik te pasme George meri od šap do ramen 109 cm. Nekateri jim pravijo nežni velikani (Gentle Giants), saj je pasma nakljub svoji velikosti plašna in nežna. 

## Opis

### Izgled
Razmerje med višino in dolžino Nemške doge se mora približati 1:1. Samec naj ne bi bil manjši od 80 cm ter samica ne manjša od 72 cm. Minimalna teža 18 mesečne doge je 54 kg oz. 45 kg. Polna višina se po navadi doseže pri dveh do treh letih starosti. Pse, ki ne ustrezajo tem kriterijem se izloči iz tekmovanj in niso primerni za razmnoževanje po kriterijih kinološke zveze. 
Nemške doge imajo srednje velika viseča ušesa trikotne oblike in so obrnjena naprej. Ima kratko, gosto ter sijočo dlako različnih barv. Nekoliko usločen hrbet in v zadnjem delu pritegnjen trebuh. Rep je dolg, med tekom v črti s hrbtom drugače pa povešen. Včasih so jim ušesa in repe pristrigli zaradi zmanjšanja poškodb pri lovu na divjad, danes pa je v večini EU to prepovedano.

### Barva dlake
Za tekmovanje so dovoljene barve kožuha:
- Rumena: s črno masko na obrazu (lahko tudi okoli oči in na ušesih).
- Progasta (tigrasta): rumena s črnimi progami.
- Modra: jekleno modra (beli madeži niso zaželeni).
- Črna: črna (beli madeži niso zaželeni).
- Harlekin: bele barve s črnimi madeži (zaželen bel vrat).

- Mantle: črna podlaga z velikimi belimi madeži.
- Merle: siva s črnimi madeži (sivi harlekin).

Možne so tudi drugačne kombinacije barv, ki pa so zelo redke in jih rejci navadno ne gojijo.

### Karakter
Nemška doga je nežni velikan, ki pa zna biti tudi zelo trmast. Dostojanstven, prijazen in ljubezniv, igriv in potrpežljiv z otroki. Neizmerno ljubi ljudi okoli sebe in potrebuje človekovo bližino. Ne laja veliko in postane agresiven le v primerih, ko okoliščine to zahtevajo. Je umirjen pes, odgovoren in zanesljiv. Pogumen, zvest in primeren kot čuvaj. Zaradi njihove velikosti je v mladosti priporočljiva šola poslušnosti, zato da je kot odrasel pes lažje vodljiv in krotljiv. So zelo navezani na človeka, potrebujejo njegovo bližino in se želijo čutiti kot del družine. Potrebujejo in želijo si človekove bližine, zelo neradi so sami dlje časa. Nemške doge se ne znajdejo najbolje kot izključno zunanji pes. So ljubeznive, lahke za učenje obnašanja v domu. Pravilen zgodnji trening in socializacija sta zelo pomembna. Priporočljivo je, da gredo bodoči lastniki z mladičkom v začetniški tečaj (med tretjim in šestim mesecem starosti) ali celo nadaljevalni tečaj poslušnosti. Čeprav so nemške doge, ki so rasle skupaj z majhnimi otroki, bolj umirjene in nežne, je potrebno upoštevati dejstvo, da so veliko večje od otrok. So odlični čuvaji, ki vas z glasnim laježem opozorijo na vsak obisk.

## Vzgoja
Z vzgojo je potrebno pričeti takoj po prihodu v nov dom. Pes potrebuje zgodnjo socializacijo z ljudmi in živalmi. Navkljub mehkemu karakterju nemška doga premore veliko moči v velikem telesu. Potrebuje lastnika s trdno voljo, ki je nepopustljiv pri vzgoji pri tem pa ne uporablja nasilja, saj lahko pes prične trmit ali celo kazati znake agresije. Pasma je izredno učljiva in hitro dojemljiva, zato je potrebno biti dosleden. Ob primerni socializaciji odrasel pes ne povzroča nikakršnih težav, zato za vodenje Nemške doge fizična moč ni potrebna. Sedaj v Sloveniji obstaja tudi pasja šola namenjena izključno tej pasmi.

## Bivanje
Velika hiša z dvoriščem nikakor ni potrebna kljub velikosti, saj marsikateri lastnik trdi, da njihova doga najraje leži na kavču. Bivanje v pasji uti na dvorišču ni primerno, saj pes potrebuje bližino človeka in toplo okolje zaradi podvrženosti k mrazu. Najboljše je veliko in mehko ležišče v bivalnih postorih, ker doge počivajo večino dneva. Zaradi svoje izjemne velikosti potrebuje vzdignjene posode za hrano in vodo. Pasma ni podvržena uničevanju stvari, a je treba paziti na lomljive stvari na policah in mizicah, da jih ne pomete z močnim repom. 

## Gibanje
Zaradi hitre rasti do prvega leta potrebuje minimalno količino gibanja, saj ne želimo tvegati poškodb kosti in sklepov. Odrasla doga potrebuje zmerno količino sprehodov. So pravi gozdarji, zato jim tekanje po obgozdnih poteh najbolj ugaja. zaradi svoje umirjene narave se navadno ne oddaljujejo od lastnika.

## Zgodovina

### Izvor
Najstarejša upodobitev dogi podobnih psov je v Babilonskem stolpu na relijefni plošči iz 12. stoletja pred našim štetjem. Ogromnega psa vodi Asirski vojak na tkanem povodcu. Asirski vojni pes je izjemno podoben Tibetanskemu višavskemu terieru za katerega kinologi smatrajo, da je prednik vseh dogam podobnih psov. Prav tako dogam podobne pse najdemo tudi v egipčanski kulturi kjer v kamen izklesani varujejo vhode.
Vedno znova starodobni pisci omenjajo "indijskega psa" katere so imeli sprva Asirci, kasneje pa tudi Rimljani in Grki. Sklepa se da je "indijski pes" pravzaprav Tibetanski pes, katerega najdemo ob vznožju Himalaje na severu Indije. Aleksander Veliki je dogam podobne pse prinesel s svojih osvajalskih pohodov iz katerih se kasneje razvije na grških tleh pasma Molosal. Iz Grčije se je pasma razširila naprej v Rimski imperij. Rimljani so s svojim naprednim znanjem kinologije poskrbeli za križanje z Britanskim vojnim psom, katere so uporabljali v vojski in tudi v gladiatorskih igrah. Mešanica teh dveh pasem je prinesla močnega a vitkega psa, ki je bil hitrejši in okretnejši ter tako primernejši za lov. 
V istem časovnem obdobju so dogam podobni psi živeli tudi na področju Rusije. Znano je, da so Tevtonce na vojnih pohodih spremljali veliki psi, ki so z glasnim laježem varovali tabore.

### Srednji vek
Zgodovina psov v srednjem veku je tesno povezana z lovom na divje živali ter varovanju vasi in pašnih skupnosti pred volkovi. Pse so celo opremljali z oklepi, da bi jih zaščitili pred ostrimi čekani divjih svinj. Grškega psa Molosal, križanega z britanskim mastifom, so križali še z irskim volčjakom, katerega danes poznamo kot neposredni prednika nemške doge. Z izumom smodnika se je uporaba psov pri lovu zmanjšala ter se tako vloga psov spremenila v statusni simbol. Zaradi svoje velikosti in elegantnosti so jim premožni lastniki nadevali zlate, žametne in druge veličastne ovratnice.

### 19. stoletje
Na prvi pasji razstavi v Nemčiji leta 1863 je bilo prikazanih tudi 11 različnih dog. Skupina sodnikov v Hamburgu leta 1876 je odločila, da različnim barvam navkljub doge spadajo v eno kategorijo. Njihov predlo je bil, da se združijo v eno pasmo nemških dog (Deutsche Dogge). Dokončna odločitev je padla leta 1880 v Berlinu, kjer je bila pasma nemške doge tudi uradno potrjena. Leta 1891 je bil v Ameriki ustanovljen Klub Nemških Dog in tako še dodatno uveljavil pasmo.